# 抱歉、SUMMER
抱歉，SUMMER（ごめんね、SUMMER），是SKE48的第3张单曲。分为两种通常盘与剧场盘共三种式样，由日本クラウン于2010年7月7日发售。

## 概要
- 首张分为两个版本通常盘进行发售的SKE48单曲。加上剧场盘一共有三种式样同时发售。两种通常盘在封面以及收录内容上有差异。
- 《抱歉，SUMMER》的PV是在香川县小豆岛拍摄的[1]。
- 《羽豆岬》的PV则正如曲目标题，是在爱知县知多半岛的羽豆岬（日语：羽豆岬）拍摄的。

## 选拔组成员
- 除因受伤而处于休养状态的松下唯之外的全部SKE48成员均参加了CD的录制。

团队所属情况均截止至发售时

### 抱歉，SUMMER
（中心：松井珠理奈、松井玲奈）
- Team S：木﨑ゆりあ、松井珠理奈、松井玲奈、矢神久美
- Team KII：石田安奈、高柳明音、向田茉夏

木﨑与石田两人是首次被选入选拔组。前作（蓝天下的单相思）选拔组成员中，木下与小木曾落选，但分别被选入下述之Under Girls。

### 少女在盛夏会做什么？
“Under Girls A”名义
（中心：木下有希子）
- Team S：小野晴香、木下有希子、桑原みずき、须田亚香里、高田志織
- Team KII：斉藤真木子、若林倫香
- 研究生：山田惠里伽

山田惠里伽是作为研究生首次被选入Under Girls。

### 羽豆岬
“Under Girls B”名义
（中心：平松可奈子、小木曽汐莉）
- Team S：大矢真那、中西優香、平田璃香子、平松可奈子
- Team KII：内山命、小木曾汐莉、古川愛李、松本梨奈

### 小木偶军团
“Theater Girls”名义
（中心：出口陽、上野圭澄）
（粗体标注者为在PV中着迷彩服的成员）
- Team S：出口陽
- Team KII：赤枝里々奈、加藤智子、鬼頭桃菜、佐藤聖羅、佐藤实绘子、山田澪花
- 研究生：阿比留李帆、磯原杏華、今出舞、上野圭澄、加藤るみ、後藤理沙子、秦佐和子、松村香織、間野春香、矢方美紀

## 收录曲目

### 通常盘A
封面成员：松井珠理奈（主）、松井玲奈
1. 抱歉，SUMMER [4:05]
作词：秋元康　作曲：俊龙　编曲：原田ナオ
  - TBS系《ウンナンのラフな感じで。》6、7月度片尾曲
2. 少女在盛夏会做什么？ [4:30]
作词：秋元康　作曲：Jupiter　编曲：増田武史
3. 小木偶军团（Theater Girls ver.） [2:46]
作词：秋元康　作曲：横健介　编曲：武藤星児）
  - 原为TeamS 3rd Stage「制服之芽」公演曲目。
4. 抱歉，SUMMER（off vocal）
5. 少女在盛夏会做什么？（off vocal）
6. 小木偶军团（Theater Girls ver.）（off vocal）

DVD
1. 《抱歉，SUMMER》 Music Clip
2. 《少女在盛夏会做什么？》 Music Clip
3. 《小木偶军团（Theater Girls ver.）》 Music Clip

### 通常盘B
封面成员：松井玲奈（主）、松井珠理奈
1. 抱歉，SUMMER [4:05]
2. 羽豆岬 [5:01]
作词：秋元康　作曲：太田美知彦　编曲：樫原伸彦）
3. 小木偶军团（Theater Girls ver.） [2:46]
4. 抱歉，SUMMER（off vocal）
5. 羽豆岬（off vocal）
6. 小木偶军团（Theater Girls ver.）（off vocal）

DVD
1. 《抱歉，SUMMER》 Music Clip
2. 《羽豆岬》 Music Clip
3. 《小木偶军团（Theater Girls ver.）》 Music Clip

### 剧场盘
1. 抱歉，SUMMER [4:05]
2. 少女在盛夏会做什么？ [4:30]
3. 羽豆岬 [5:01]
4. 小木偶军团（Theater Girls ver.） [2:46]
5. 抱歉，SUMMER（off vocal）
6. 少女在盛夏会做什么？（off vocal）
7. 羽豆岬（off vocal）
8. 小木偶军团（Theater Girls ver.）（off vocal）

## 备注
1. ↑  .   [2011-06-29]. （原始内容存档于2018-09-29）.